# Ministerium Kolowrat
Das Ministerium Kolowrat des Kaisertums Österreich unter dem Vorsitz von Ministerpräsident Franz Anton von Kolowrat-Liebsteinsky amtierte vom 20. März bis zum 19. April des Jahres 1848.

## Geschichte
Als Folge der Märzrevolution 1848 musste der aufgrund seiner starr-konservativen Haltung im Volk verhasste Staatskanzler Fürst Metternich zurücktreten. Es wurde ein Ministerrat des Kaisertums Österreich gebildet, an dessen Spitze Graf Kolowrat-Liebsteinsky berufen wurde. Er war damit der erste konstitutionelle Ministerpräsident im Kaisertum Österreich. Dieses Amt bekleidete er aber nur vom 20. März bis zum 19. April des Jahres 1848. Ihm folgte als Ministerpräsident Karl Ludwig von Ficquelmont, der jedoch als Angehöriger der Partei Metternichs und ausgewiesener Freund Russlands durch Demonstrationen bereits Anfang Mai zum Rücktritt gezwungen wurde.

## Mitglieder des Ministerrats
- Franz Anton von Kolowrat-Liebsteinsky (1778–1861), Ministerpräsident
- Karl Ludwig von Ficquelmont (1777–1857), Minister des Auswärtigen
- Philipp von Krauß (1792–1861), Finanzminister ab 2. April 1848
- Karl Friedrich von Kübeck (1780–1855), Finanzminister bis zum 2. April 1848
- Franz von Pillersdorf (1786–1862), Minister des Innern
- Franz Seraph von Sommaruga (1780–1860), Minister für Kultus
- Ludwig Graf Taaffe, Minister für Justiz

- Peter von Zanini, Kriegsminister